# Cerkiew św. Jerzego Męczennika w Nowych Sadach
Cerkiew św. Jerzego Męczennika w Nowych Sadach – murowana parafialna cerkiew greckokatolicka, znajdująca się w Nowych Sadach.
Murowana cerkiew pw. św. Jerzego Męczennika zbudowana została prawdopodobnie w 1655, przebudowana w 1836, odnowiona w 1932. Kamienne mury wzmocniono trzema skarpami od północy i jedną od południa. Cerkiew jest typu jednoprzestrzennego, nawa i prezbiterium są jednakowej szerokości i umieszczone pod wspólnym dachem trójpołaciowym z sygnaturką w formie hełmu z latarnią. Wnętrze przekryte jest sklepieniami żagielkowymi przedzielonymi gurtami. W ścianach bocznych umieszczono półkoliste okna, od wewnątrz widać także zamurowane strzelnice. W osi budowli, od wschodu umieszczona jest węższa i niższa zakrystia a od zachodu wieża pokryta dachem dwuspadowym. Grube mury, małe okna, otwory strzelnicze oraz strategiczne położenie nadają cerkwi obronny charakter (podobną, znacznie starszą można oglądać w pobliskiej Posadzie Rybotyckiej}.

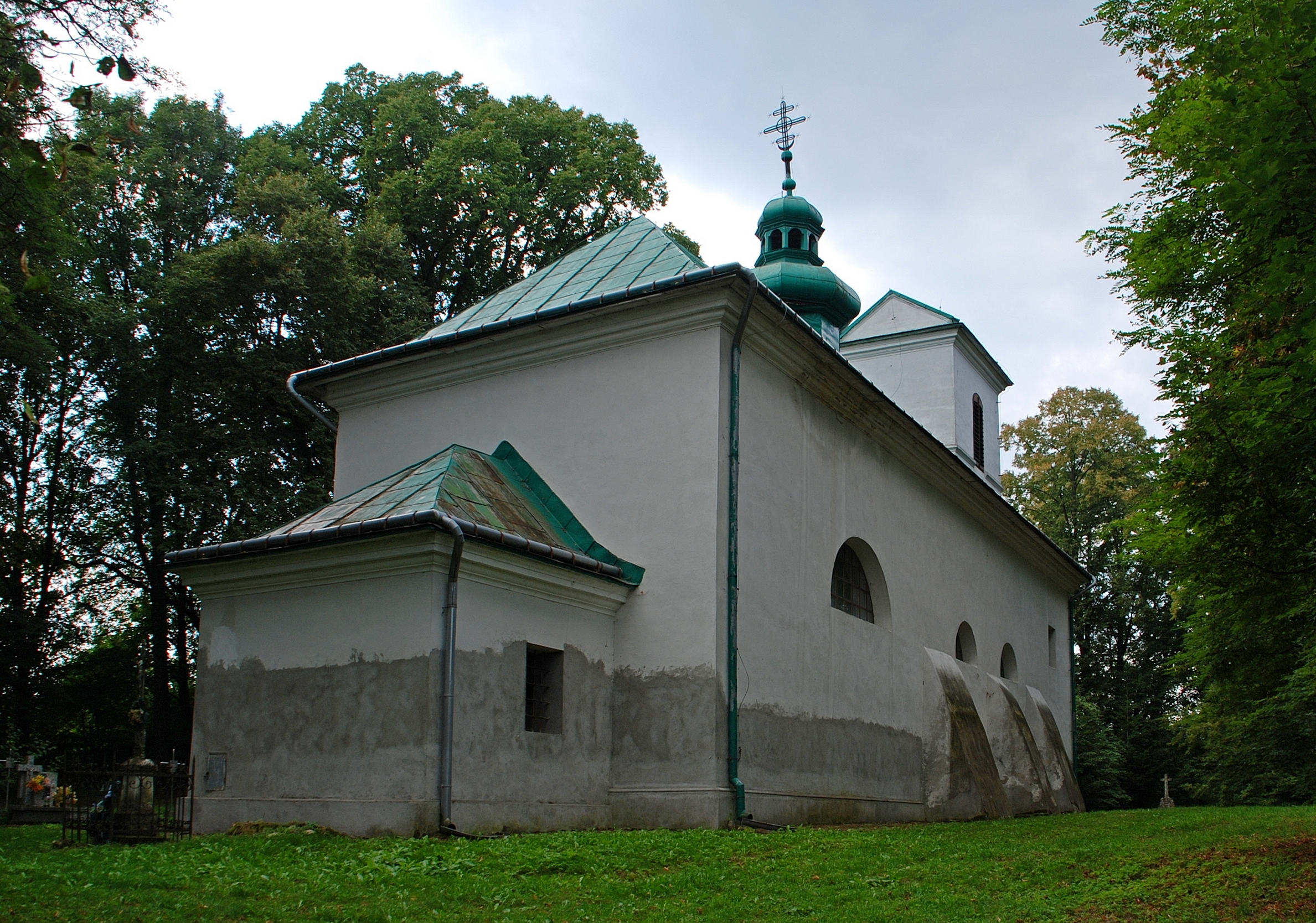
Widok od strony prezbiterium
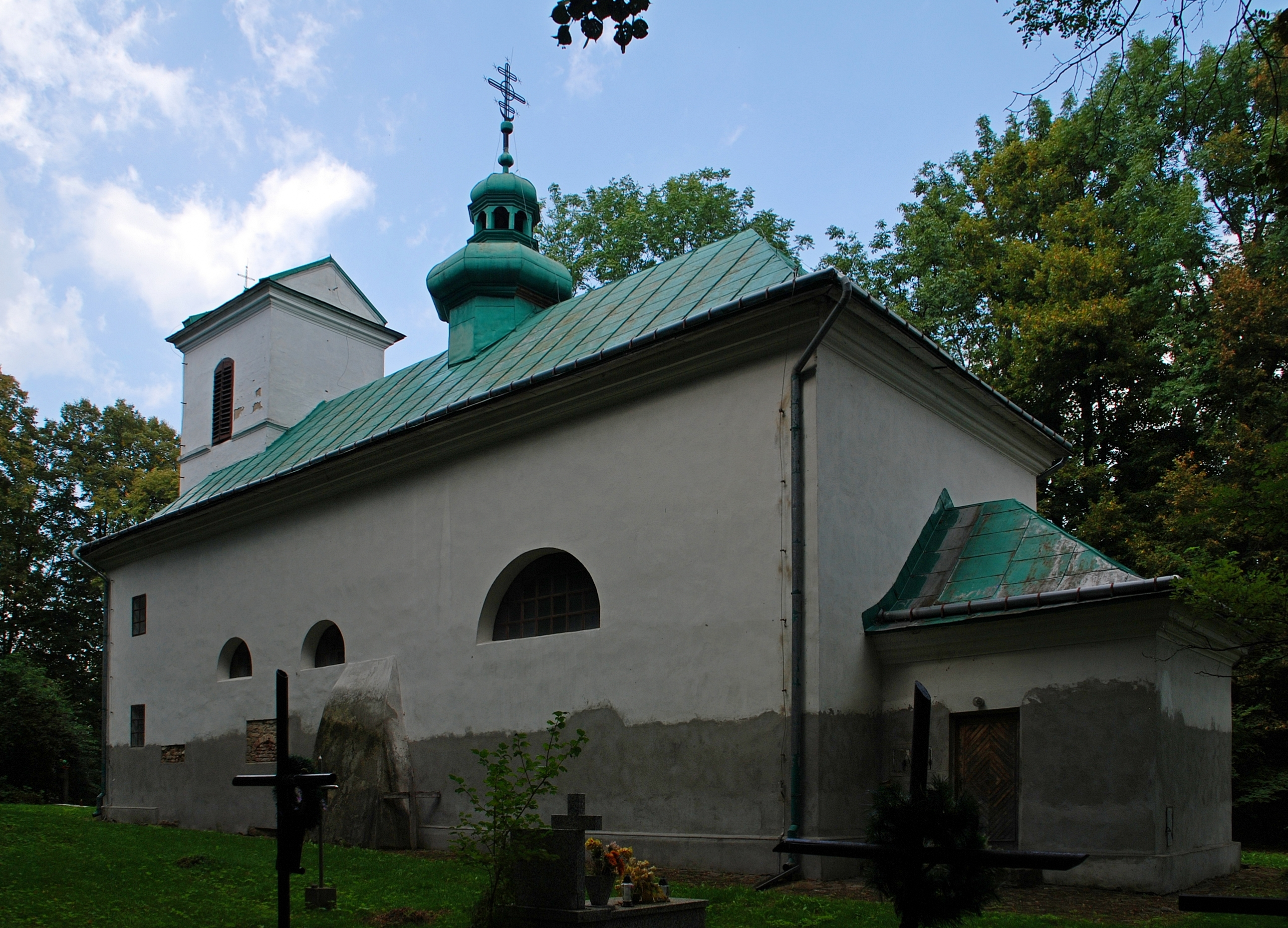
Elewacja południowa

Cerkiew należała do dekanatu niżankowickiego. Do parafii należały również filialne cerkwie w Nowosiółkach Dydyńskich, Pacławiu, Kalwarii Pacławskiej i Truszewyczach.
Wyposażenie cerkwi uległo zniszczeniu w latach 1947-1989, gdy cerkiew nie była używana. Obecnie wróciła do dawnych funkcji. 15 sierpnia odbywają się tu odpusty z udziałem greckokatolickiego biskupa przemyskiego oraz wyznawców z Polski i Ukrainy.